# Anosibe Ifanja
Pour les articles homonymes, voir Anosibe.
Anosibe Ifanja est une commune rurale située dans la région Itasy, dans l'ex-Province de Tananarive, au centre de Madagascar. Elle appartient au district de Miarinarivo.